# ポアンカレ (小惑星)
ポアンカレ (2021 Poincaré) は、小惑星帯にある小惑星。ルイ・ボワイエがアルジェのブーザレアー天文台で発見した。
フランス人の数学者、アンリ・ポアンカレに因んで名付けられた。